# بهرام الثالث
بهرام الثّالث ملك الدولة الساسانية في بلاد فارس ، ابن بهرام الثاني ملك بلاد فارس (276-293). كان تحت حكمه سيستان.
بهرام الثّالث حَكمَ فقط أربعة شهورِ في سنة 293 م، وخلفه الملك الساساني نيرسيه (293-302).